# 더 블랙 북
《더 블랙 북》(The Black Book)는 2023년 나이지리아의 스릴러 영화이다.

## 출연

### 주연
- 리처드 모페-다미조 - 폴 에디마 역
- 아데 라오예 - 빅 칼루 역
- 샘 데데 - 앤젤 역

### 조연
- 알렉스 우시포 오미악보 - 이사 장군 역
- 켈레치 우데그베 - 아바요미 경관
- 샤피 벨로 - 빅 대디 역
- 이레티올라 도일 - 국장 역